# Euporus amabilis
Euporus amabilis là một loài bọ cánh cứng trong họ Cerambycidae.